# Hiramatsu Kai
La Hiramatsu Kai de Venezuela (平松会), es una organización creada en Venezuela, por el maestro inmigrante japonés Hanshi Gijin Hiramatsu, antes de su desaparición física, quien falleció en este país sudamericano, la cual imparte las enseñanzas de este gran maestro relacionadas con diferentes estilos tradicionales Karate-do de la isla de Okinawa, como Goju Ryu, Shorin Ryu, y también el estilo creado por el Hanshi Gijin Hiramatsu llamado "OKIGIKUKENDO" y el Okinawa Kobudo.

## Gijin Hiramatsu
Biografía del Hanshi "GIJIN" Hiramatsu
13.er Dan Taishihan
(1937-1997)
El Hanshi Gijin Hiramatsu nace un 14 de septiembre de 1937 en Nagano Japón su nombre de pila era Yoshito Hiramatsu Kobayashi, tercero de cuatro hermanos. Comienza sus prácticas a los 5 años familiarmente con su hermano mayor, a los 7 años se trasladan a la capital por la muerte de su padre. Siendo muy niño practicaba con los sacos de arroz pulverizándolos y convirtiéndolos en harina y teniendo muchos problemas con su mamá. A los 8 años comienza sus prácticas en el dojo Shudokan del Maestro Kanken Toyama aprendiendo lo básico y superior del Okinawa Karatedo y Kobudo.
A los 11 años obtiene su primer Dan; Luego uno de sus hermanos se traslada a Naha y el Hanshi comienza a viajar periódicamente hasta Okinawa, donde inicia relaciones amistosas con los Grandes Maestros de Okinawa, como el Maestro Chojun Miyagi, Chotoku Kyan, Kenwa Mabuni, Shoshin Chibana, Shōshin Nagamine, Seiko Higa, Gogen Yamaguchi, Mas Oyama entre otros, y practica el Kobudo en el dojo Kodokan de la Zenokikoren en paralelo con el Kobudo de Kanken Toyama Sensei.
A los 16 años obtiene su Segundo Dan, título de Shihandai; en 1966 cuando su maestro Kanken Toyama muere, el Hanshi Hiramatsu con 29 años de edad ostenta el título de Shihan. El Hanshi Hiramatsu era el alumno preferido del maestro Kanken Toyama, sin embargo, no fue el alumno con más grado al momento de su muerte. El Maestro era quien limpiaba el tatami del dojo y en los últimos años del Maestro Kanken Toyama lo buscaba a su casa y lo llevaba a cuestas hasta el dojo. Luego de la muerte del Maestro Kanken Toyama, debido a los problemas del Shudokan y el fragmentamiento del sistema de Toyama, se separa del Shudokan el Hanshi Hiramatsu teniendo relaciones con otros grandes maestros como Tsunoyoshi Ogura Sensei con quien sale del Japón en 1975, visitando países europeos tales como Holanda, Suecia, Alemania, Italia, España y Francia viviendo 6 meses en París, de allí viaja a Estados Unidos llegando a México donde conoce al Sensei Morita al principio de 1976, durante ese año en México, se hospedan con el Porfr. Froylan Lara Sánchez a quien instruyen en Karatedo y kobudo, otorgando el segundo dan en Karatedo; a fines de ese mismo año shihan Hiramatsu viaja a Caracas - Venezuela para realizar unas exhibiciones, donde conoce al sensei Wada, al Sensei Shunji Sudo, Sensei Kunio Tanabe y al Sensei Marcelo Boldrini; Luego de un mes se regresa a México.
Por causa de la depresión Mexicana el Hanshi Gijin Hiramatsu decide salir del país. Contactando a los Maestros en Venezuela ya mencionados decide irse a este país Suramericano, donde se establece en la ciudad de Maracaibo estado Zulia al occidente del país exactamente el 14 de mayo de 1977.
Inicialmente se residencio en el sector "18 de Octubre" y comienza a impartir clases del Okinawa Seito Karatedo, en el Colegio Bellas Artes durante un periodo menor a dos años. Paralelamente junto al sensei Kunio Tanabe y el sensei Morita establecen entre los tres un dojo donde se encuentra ubicado el Café Monte Blanco en 1978, en ese dojo el Hanshi Gijin Hiramatsu impartía clases de Kobudo y los otros dos maestros de Shotokan.
En 1980 el Hanshi Gijin Hiramatsu funda la Asociación Zuliana de Okinawa Kobudo y realiza el primer campeonato de Kobudo en Venezuela. Después de más de 10 años de estudio el Hanshi Gijin Hiramatsu comienza a crear los primeros katas de lo que sería la creación de su propio estilo de karatedo, el Okigikukendo. Luego en 1981 inicia la Okinawa Kobudo, inscrita a la All Federation Okinawa Kobudo.
En 1983 siete grandes maestros encabezados por el Hanshi Katsuyoshi Kanei llegan a Maracaibo invitados por la Asociación Zuliana de Okinawa Kobudo, para realizar una exhibición el 14 de abril en el "Pedro Elías Belisario Aponte". Estos Maestros mostraron técnicas de Kobudo cada uno en un arma diferente los maestros fueron el Hanshi Katsuyoshi Kanei (Kamas), Takashi Kinjo (Nunchaku), Shoshin Miyahira (Yarisai), Kenichi Kinjo (Tonkua o Tonfa), Isamu Yamagawa (Sai), Shushei Maeshiro (Tempe) y Shingo Chibana (Chona).
En esta época uno de sus grandes colaboradores fue el señor Néstor Borjas y su Familia. En este año el Sensei Hiramatsu obtiene el grado de Hanshi 10.º Dan en Karate y Kobudo, y presenta su estilo propio, el Okigikukendo, así como algunas armas de su creación.
En 1985 se traslada hacia la casa que funcionó como su dojo "Okinawakan" (沖縄館) y su última morada ubicada en la Urbanización Sucre, calle 28b #61-16, Maracaibo, en esta casa el Hanshi Gijin Hiramatsu llegó a tener 11 perros y 70 gatos, siendo el cuidado de estos animales su gran pasión, el Hanshi Gijin Hiramatsu manifestó siempre un gran profundo amor y respeto por la naturaleza.
En 1987 tras la segunda visita del Hanshi Katsuyoshi Kanei y por las desavenencias de la Zenokikoren el Hanshi Katsuyoshi Kanei y el Hanshi Hiramatsu deciden retirarse de esta organización y acepta ser el representante en Venezuela de la Jinbukai, organización internacional del Hanshi Katsuyoshi Kanei, esta función duró hasta el 15 de noviembre de 1993 fecha en que muere el Hanshi Katsuyoshi Kanei.
El maestro Hiramatsu llegó a manejar más de 30 armas del Okinawa Kobudo siendo algunas de su creación. Entre la diversidad de armas que manejaba destaca la Nunsarikama siendo uno de los pocos a nivel mundial que la manejaba al igual que sobresalen la Kusarikama, el Kai, el Yarisai, el Sansokojo, los Toronshi, entre otras. Ojo en Okinawa kobudo no hay 30 armas sitematizadas.
En octubre de 1996 el maestro Hiramatsu crea la Okinawa Budokai la cual era una organización interna para regir el destino de la Asociaciones dirigidas por el Hanshi Hiramatsu.
En agosto de 1997 el Hanshi Hiramatsu solicita a uno de sus alumnos, el Shihan Carlos González, al cual le dijo "Hacer Papel", el cual significaba un documento notariado que otorgaba el testamento de todas sus pertenencias así como la sucesión de su arte.
En 1997 se le diagnostica Cáncer de páncreas al Hanshi Hiramatsu en el Hospital Universitario de Maracaibo y luego fue trasladado al Hogar Clínica San Rafael, donde permanece hospitalizado por un lapso de 11 días, hasta el momento de su muerte el martes 21 de octubre de 1997 a las 9:00 a. m. hora de Venezuela.
Por petición del Hanshi Gijin Hiramatsu dos meses antes de su fallecimiento, le pide a sus alumnos que antes de su entierro declaren su ascenso a Décimo Tercer Dan, esto se realizó, y desde entonces el Hanshi Gijin Hiramatsu ostenta el grado de Taishihan Go-o-ishi Aka Obi. Así el Hanshi Hiramatsu dedicó más de 50 años al Okinawa Karatedo y Kobudo siendo uno de los Maestros más grandes del Budo en épocas Modernas.

## El Okigikukendo
Fue el estilo creado por el Hanshi Gijin Hiramatsu, se basa principalmente
en una mezcla de los estilos Shorin Ryu y Goju Ryu junto con otros Estilos
de Okinawa como el Uechi Ryu. El okigikukendo fue exhibido y
presentado por primera vez a principio de los '80s cuando llegó de visita
la delegación Japonesa de Kobudo junto con el Hashi Katsuyoshi Kanei.

## Los Preceptos de la Hiramatsukai
```
*Lealtad por mi maestro, mi escuela y los principios de mi arte.
*Siempre me esforzaré por lo bueno y rechazaré lo malo.
*Trabajaré por la creación de la armonía entre todas las personas.
*Nunca utilizaré la violencia.
*Respetaré la vida y lo natural.
```

- Hiramatsu Kai de Venezuela

- Datos: Q5898616